# Stefano Malinverni
Stefano Malinverni, född 14 maj 1959 i Cinisello Balsamo, Lombardiet, död 19 juni 2024 i Milano, var en italiensk friidrottare inom kortdistanslöpning.
Han tog OS-brons på 4 x 400 meter stafett vid friidrottstävlingarna 1980 i Moskva.